# Slanské Nové Mesto
Slanské Nové Mesto je obec na Slovensku, v okrese Košice-okolí v Košickém kraji. V roce 2011 zde žilo 502 obyvatel. V současnosti[kdy?] má obec 473 obyvatel, z nichž je téměř 62 % římských katolíků, zbytek tvoří řeckokatolíci, evangelíci a obyvatelé bez, resp. s nezjištěným vyznáním.

## Polohopis
Slanské Nové Mesto leží v jižní části Slanských vrchů v nadmořské výšce 221 m n. m. Území má charakter mírně kopcovitého terénu a intravilánem obce protékají potoky Roňava a Slančík. V okolí obce převládají bukovo-dubové lesy a žije zde pestrá skladba flóry a fauny. Obec sousedí s těmito vesnicemi : Slančík, Kalša, Ruskov, Slanec, Svinica, Egreš, Slivník, Zemplínska Teplica.

## Historie
První písemná zmínka o obci pochází z roku 1332. Předpokládá se, že obec byla založena na královské půdě německými kolonisty. Koncem 14. století se dostala do vlastnictví šlechticů Lossonczyovců a v 16. století přešla do rukou Forgáchovců. V 17. století bylo Slanské Nové Mesto známé výrobou dřevěných sudů. V 19. století zase provozem mlýna a později i hospodou Fiálky, která je dodnes v provozu pod názvem Stodola na rozcestí.
Bývalé Slanské Nové Mesto leželo v údolí potoka Roňava, ale bylo zničeno pravděpodobně výpady Turků. Bývalá zničená obec byla větším městečkem, o čemž svědčí i místní farní kronika. V 18. století byla obec opětovně založena pod názvem Uj-Város, což s malou obměnou Újváros vydržel až do roku 1907, kdy byl změněn na Szaláncújváros.
V uherském geografickém lexikonu z roku 1851 je obec zmiňována jako převážně rusko-slovenská (resp. Rusínsko-slovenská) se 489 obyvateli. Statistika z roku 1910 vykazovala v obci 531 obyvatel, z toho bylo 356 Slováků, 166 Maďarů a 9 Němců.
Po první světové válce připadla obec na základě Trianonské mírové smlouvy Československé republice. V meziválečném období se používal úředně přeložený název Nové Mesto. V roce 1948 došlo k doplnění názvu obce podle maďarského vzoru do podoby Slanské Nové Mesto.

## Památky
- Řeckokatolický kostel sv. Ducha, trojlodní neoklasicistní stavba s polygonálním ukončením presbytáře a věží tvořící součást její stavby z roku 1868. V roce 1950 byl kostel po poškození z války obnoven. Zařízení kostela je neoklasicistní, z doby vzniku kostela. Oltářní obrazy jsou dílem malíře Vajdy. Věž je ukončena barokní helmicí.[8]
- řeckokatolický chrám svatého Ducha z roku 1868
- římskokatolický kostel svaté Anny z roku 1992